# Vilapakkam
Vilapakkam é uma panchayat (vila) no distrito de Vellore, no estado indiano de Tamil Nadu.

## Demografia
Segundo o censo de 2001, Vilapakkam tinha uma população de 8053 habitantes. Os indivíduos do sexo masculino constituem 50% da população e os do sexo feminino 50%. Vilapakkam tem uma taxa de literacia de 68%, superior à média nacional de 59.5%: a literacia no sexo masculino é de 77% e no sexo feminino é de 58%. Em Vilapakkam, 11% da população está abaixo dos 6 anos de idade.